# 豚足

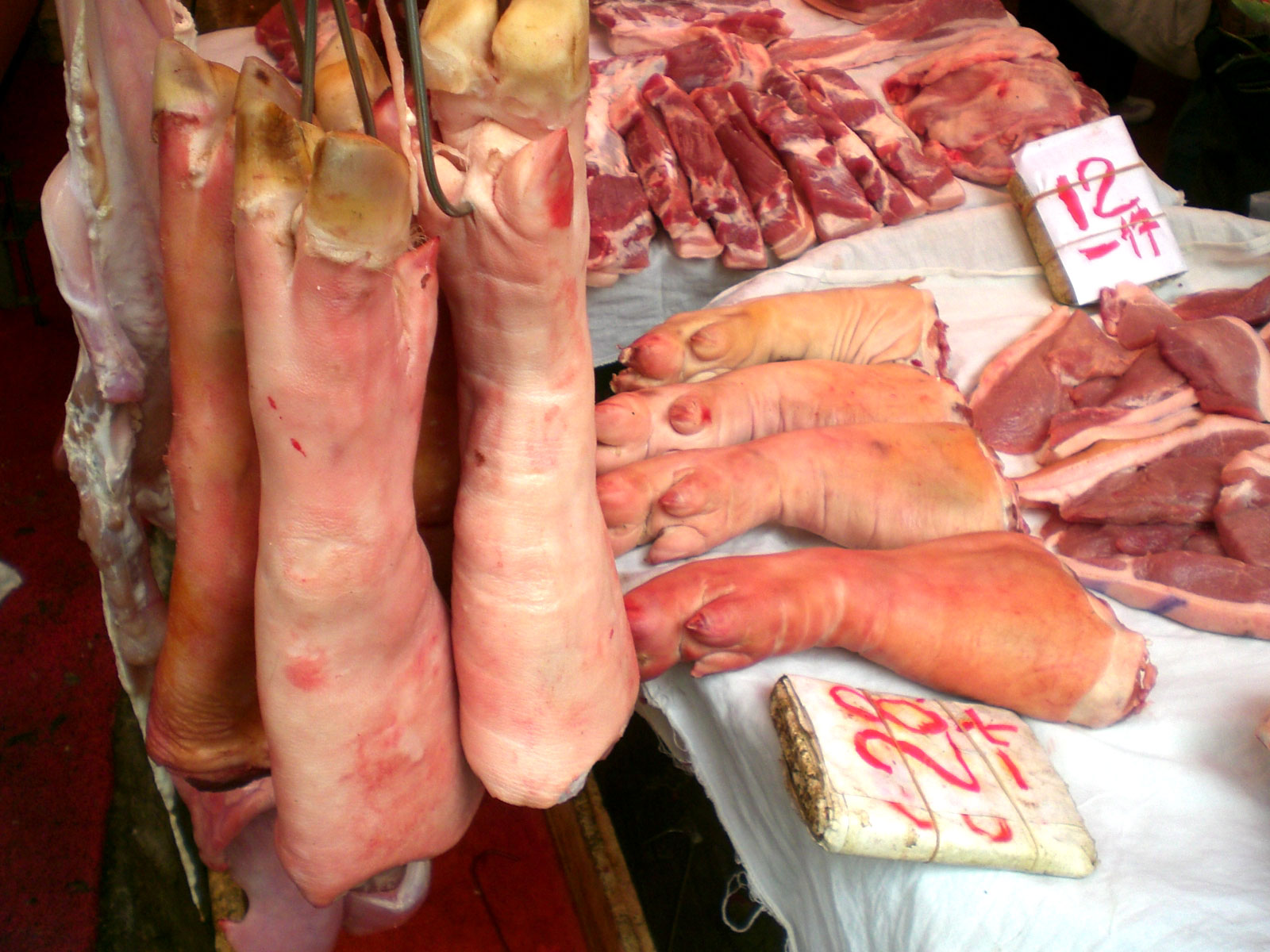
調理する前の豚足－香港

豚足（とんそく）とは、食用とされる豚肉の部位で、通常は趾骨周囲の部分を指す。韓国、中国、台湾、東南アジアなどでは一般的な食材であり、沖縄県や鹿児島県、奄美群島（旧琉球国文化圏）でよく食べられている。

## 概要
肉質の部分は少なく、大部分が皮と腱（スジ肉も参照）、軟骨から構成され、コラーゲンを多く含み、加熱によってゼラチン質となる。沖縄県を除く日本では、調理済みあるいは下茹での終わった状態で販売されることが多い。主に皮とその周りの肉を食べる。軟骨も柔らかく煮込まれていれば可食である。
主として煮込み料理に用いられるが、日本では下茹でのみで味付けしないものに辛子醤油や唐辛子味噌などをつけて食べることもある。欧米ではハムのように燻製にされることも多い。また、酢漬けにした「pickled pigs feet」は、アメリカ合衆国南部黒人のソウルフードとして知られる。
豚足には前足と後ろ足があり、大きさや形状が異なる。前足は後ろ足よりもやや小さいが、こちらのほうが美味だという人もいる。後ろ足は面長で大きく、肉付きが良く柔らかい。
沖縄県、鹿児島県など以外の日本では、以前は酒場でつまみとして出される男性向けのやや特殊な食べ物（ゲテモノ）という認識であったが、近年は肌の美容に良いとして食する女性も徐々に増えてきている。ただしコラーゲンの経口摂取による美容上の効果については実証されておらず、高脂質高カロリーでプリン体を多く含むことから肥満や痛風の原因となる可能性もあるため、決して健康的な食品であるとは言えない側面もある。

## 豚足料理の例

### 日本

#### てびち
豚足は日本料理には使用されない食材だが、沖縄では足てびち（単にてびち、てぃびちとも）と呼ばれ、煮付けやおでん、沖縄そばの具などとして日常的に消費されている。

#### わんはぎ
沖縄のてびちと同じく、黒糖や薩摩の甘い醤油を使って煮込んだ料理を鹿児島県の奄美地方でも奄美方言で「わんはぎ」（わんが豚、はぎが足）と称して、よく食べる。スーパーマーケットなどでも素材や調理済みのものが売られている。奄美でも沖縄と同様に古くから家庭で黒ブタが飼われていたので、足も無駄なく利用されてきた歴史がある。

#### おもろ
浜松市や磐田市、掛川市など静岡県西部（遠州地方）では、沖縄風に砂糖と醤油で甘辛く煮込んだ豚足のことを「おもろ」と呼んでいる。語源は定かではないが、琉球方言のおもろに由来するという説が有力である。
掛川市の一部の地区では昭和後半から店頭で生豚足の販売がされており、それは在日朝鮮人が調理し、商いをしていた事から根付いたものと言われている。

#### 塩焼き

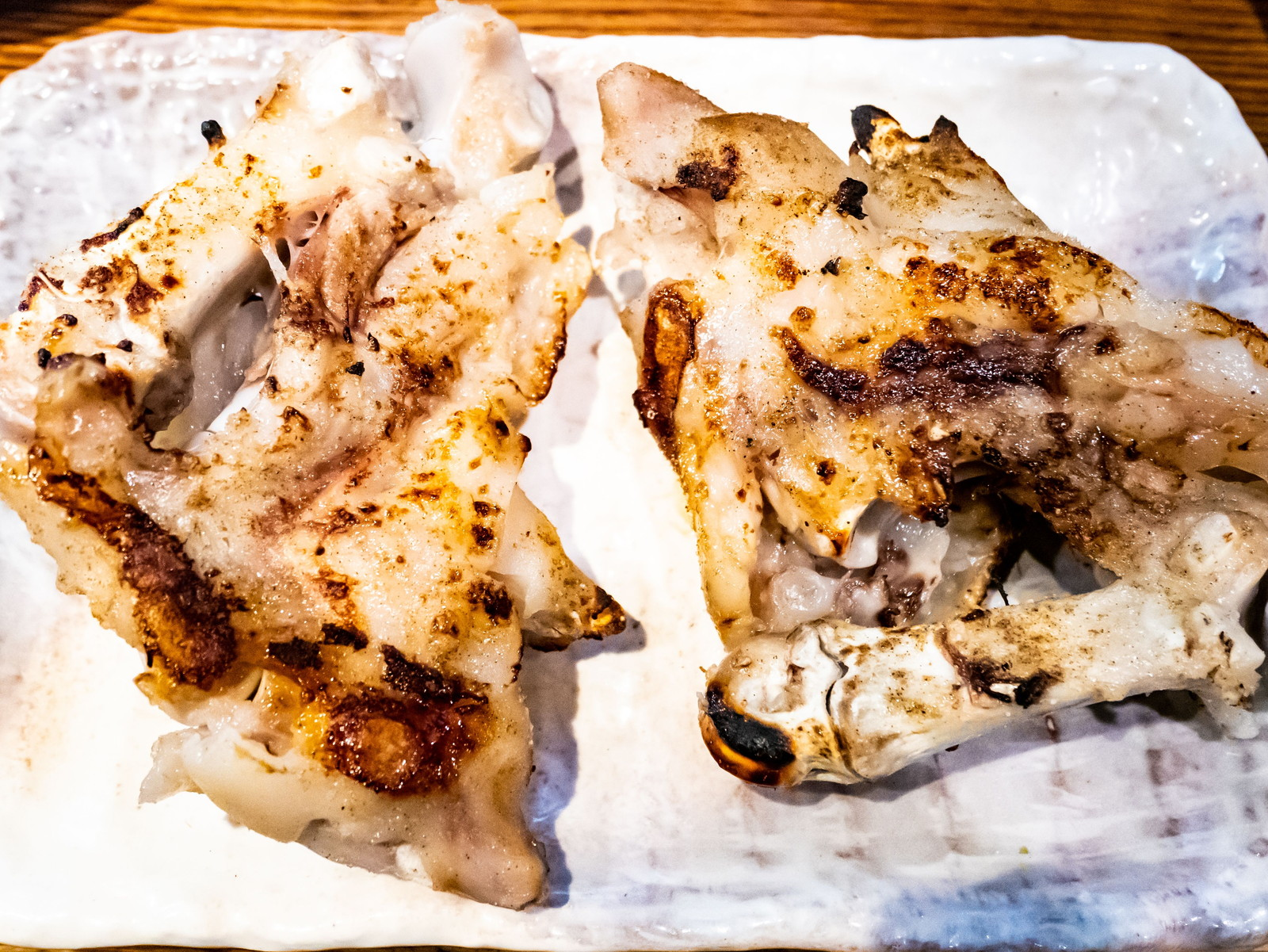
塩焼き

屋台で知られる福岡県福岡市の博多では、豚足は焼き鳥屋や屋台の人気メニューになっている。茹でた豚足を塩焼きにし、博多の焼き鳥屋のお決まりの酢醤油のかかったキャベツを敷いた皿に載せるなどして供される。

#### 塩ゆで
山形県村山地方の寒河江市周辺の焼き鳥屋では豚足の塩ゆでを提供する店が多い。当地方では焼き鳥も豚肉主体のものが多い。

### アジア諸国（日本以外）

#### チョッパル

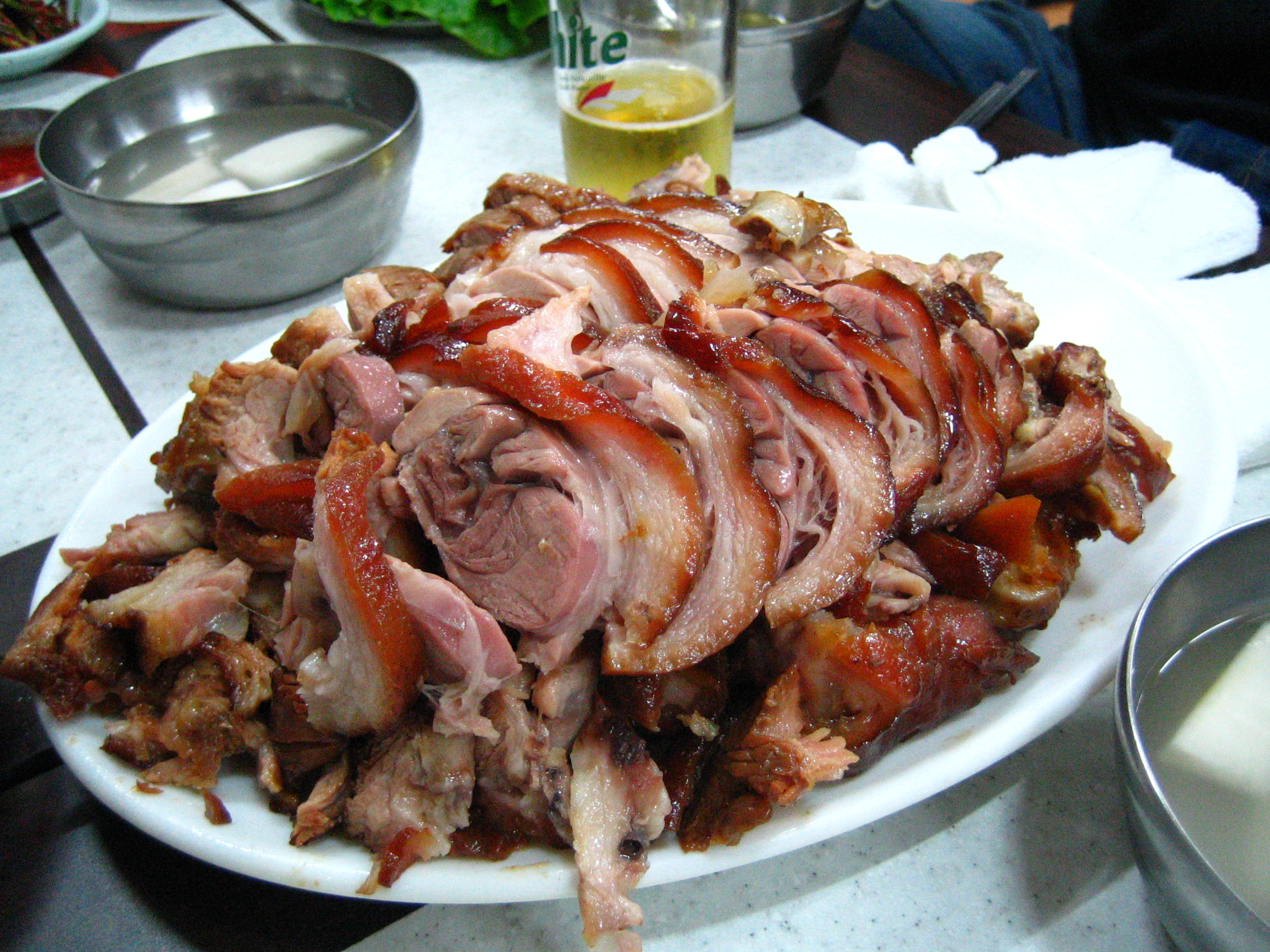
チョッパル

韓国ではチョッパル（족발、jokbal）と呼ばれ、酒肴として屋台などで定番である。
まず豚足を茹で、次に醤油、ニンニク、ショウガ、砂糖、清酒などを入れた煮汁で長時間煮込み、冷ましてからスライスして供する。表面は飴色になっており、しっかりと味付けされているのが特徴である。これをエビの塩辛の薬念につけて食べたり、サムジャンやニンニクなどと共にサンチュにくるんで食べたりする。店によっては桂皮や高麗人参などの漢方素材を入れてつくるところもある。

#### 猪脚
台湾では「猪脚」（ジュージアオ、繁体字: 豬腳、簡体字: 猪脚、拼音: zhūjiǎo）と称して、煮込み料理の専門店も多くある。特に屏東県万巒郷には専門店が多く、名物料理となっている（万巒猪脚）。細かく分けると、前足は「猪手」、後ろ足は「猪蹄」というが、区別しない事も多い。脛は「元蹄」、「肘子」などと呼び、似た煮込み料理にされる。
醤油と砂糖で甘辛く煮た「紅焼猪脚」（ホンシャオ・ジュージアオ）と呼ぶものが多いが、醤油味の「醤香猪脚」（ジアンシアン・ジュージアオ）、香辛料を効かせた「香鹵猪脚」（シアンルー・ジュージアオ）、酢とショウガで煮た「姜醋猪脚」（ジアンツー・ジュージアオ）などもある。
広東省の客家料理でも、「紅焼猪脚」や「姜醋猪脚」などが供されている。生姜で豚足と鶏卵を煮た「猪脚姜」は、広東省などで産後の肥立ちによい料理として食べられている。広東料理では腐乳で煮込んだ「南乳炆猪手」（ナームユー・マン・ジューサウ）も飲茶の点心の一つとなっている。

##### 鄧城葉氏猪蹄
中国河南省商水県の、河南省非物質文化遺産（無形文化遺産）に指定された料理。魏の鄧艾将軍が無類の豚足好きだったことから、毎日食べても飽きない、複雑な味を出す技法が考案されたとされる。砂糖、醤油だけでなく、陳皮、シナモン（肉桂）、ナツメグ（肉豆蔻）、ビャクシ（白芷）、クローブ（丁香）、カルダモン（砂仁）、コウリョウキョウ（高良姜）、茴香、花椒等のスパイスを多用して煮込んでいるところに特徴がある。

#### ゾーヘオ
ベトナム語ではゾーヘオ(giò heo)といい、ベトナム料理ではスープを取る材料の一つとしても用いられ、フォーやブンなど麺料理のスープの味に広がりを持たせている。また、煮込み料理として食べられるほか、麺料理の具としても用いられ、フォー・ゾーヘオ、ブン・ゾーヘオなどとして食べられている。

### ヨーロッパ
ヨーロッパでは豚足は大抵どこの国でも、ワインおよびトマトや野菜と一緒に煮込む、（そのような下煮込みあるいは下茹でをしたものを）衣をつけてフライにする、オーブンでグリルにする、このいずれかのパターンで供される場合が多い。その上で各国風の味付けが凝らされている。

#### クルビーン
クルビーン（英語: crubeens、アイルランド語: crúibíní）はアイルランド料理の豚足煮込み。セロリ、ニンジン、タマネギなどの野菜とワインビネガーで数時間煮込む。また、焼いたものやカツレツにした料理なども供される例がある。

#### マニータス・デ・セルド・ギサーダス

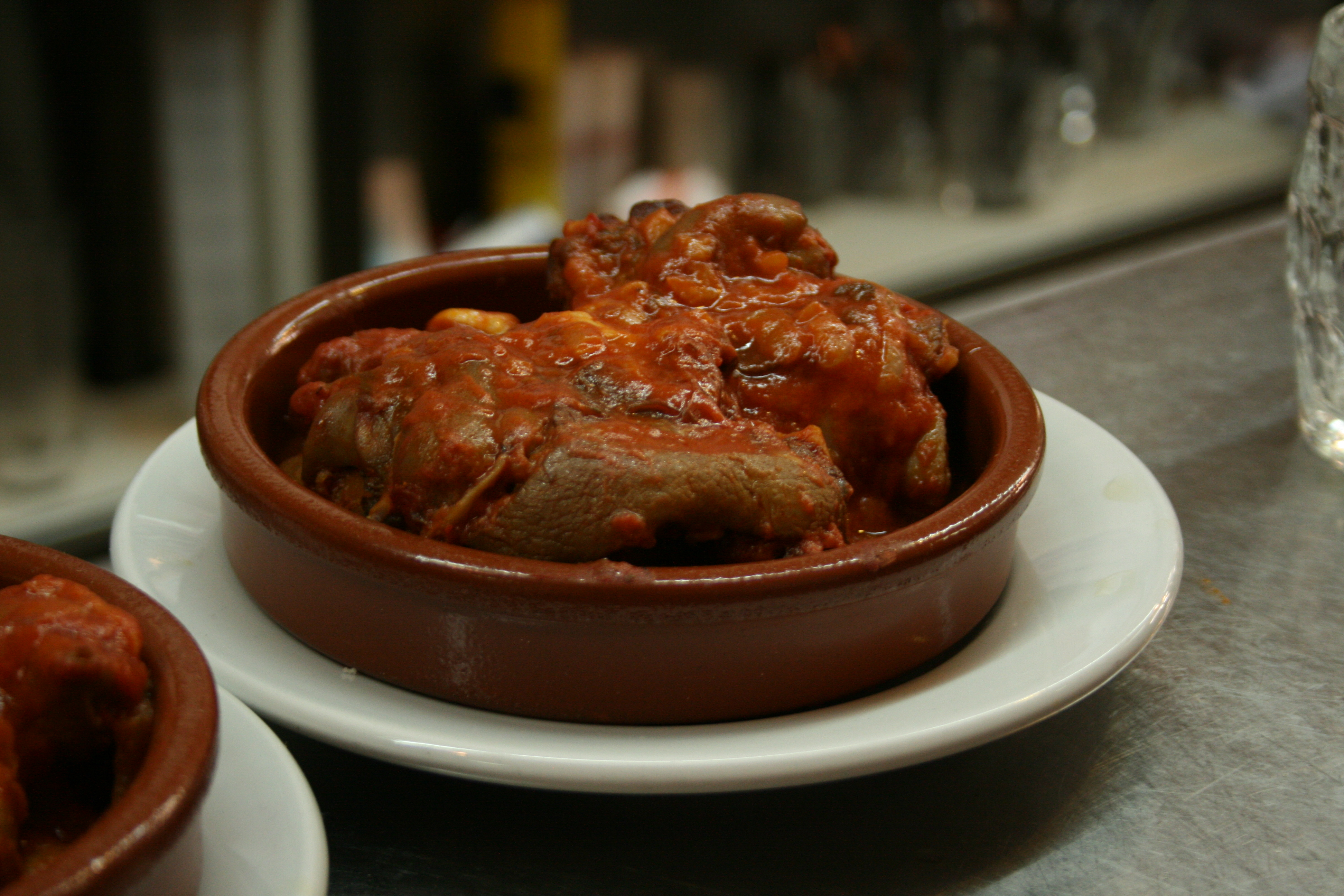
スペイン料理のマニータス・デ・セルド・ギサーダス

マニータス・デ・セルド・ギサーダス（スペイン語: Manitas de cerdo guisadas）は、豚足煮込みの事であるが、スペイン料理では、塩漬けの魚などとトマトソースで煮たものや、ニンニク、ローリエなどと煮たものがタパスとして供される。また、フライ料理にされる場合もある。

#### ピエ・ド・コション・パネ
ピエ・ド・コション（フランス語: pied de cochon）は豚足のことを指す。パネとはパン粉をつけてフライにしたものである。下茹でないし、白ワインなどで下煮込みをしておいてから調理する。

#### ザンポーネ
ザンポーネ(イタリア語: Zampone)は、イタリアのモデナ地方で食されている豚足を用いたソーセージの一種。

### ノルウェー料理
Syltelabb